# Hydyne
Hydyne é uma mistura com 60% Dimetil-hidrazina assimétrica (UDMH) e 40% Dietilenotriamina (DETA), desenvolvida em 1957 na Rocketdyne para uso em foguetes de combustível líquido. Hydyne foi usado como combustível no primeiro estágio do foguete Juno I que lançou o Explorer 1, o primeiro satélite lançado com sucesso pelos Estados Unidos.
Em 1955 Wernher von Braun, trabalhando para o Exército dos Estados Unidos, calculou que o seu foguete Redstone poderia lançar um satélite em órbita se sua performance fosse um pouco aumentada. Um contrato para desenvolver propelentes mais potentes foi concedido ao construtor do estágio principal do Redstone, a Rocketdyne. O contrato demandava a substituição dos propelentes do PGM-11 Redstone, na época Etanol a 75% e LOX, de forma que a performance do foguete aumentasse em no mínimo 8%. Mary Sherman Morgan foi designada para essa tarefa liderando um pequeno grupo de engenheiros, e contrariando seus supervisores que insistiam em trabalhar sobre o oxidante, ela decidiu trabalhar sobre o combustível e acabou inventando a Hydyne.